# Arrugada affinis
Arrugada affinis är en insektsart som beskrevs av Henry Fairfield Osborn 1924. Arrugada affinis ingår i släktet Arrugada och familjen dvärgstritar. Inga underarter finns listade i Catalogue of Life.